# 凯尔·梅西
凯尔·梅西（英語：Kyle Macy，1957年4月9日—），美国NBA联盟前职业篮球运动员。